# Georg Schall
Georg Schall   (* 26. August 1934; † 21. Februar 2011 in Stuttgart) war ein deutscher Gewichtheber.

## Werdegang

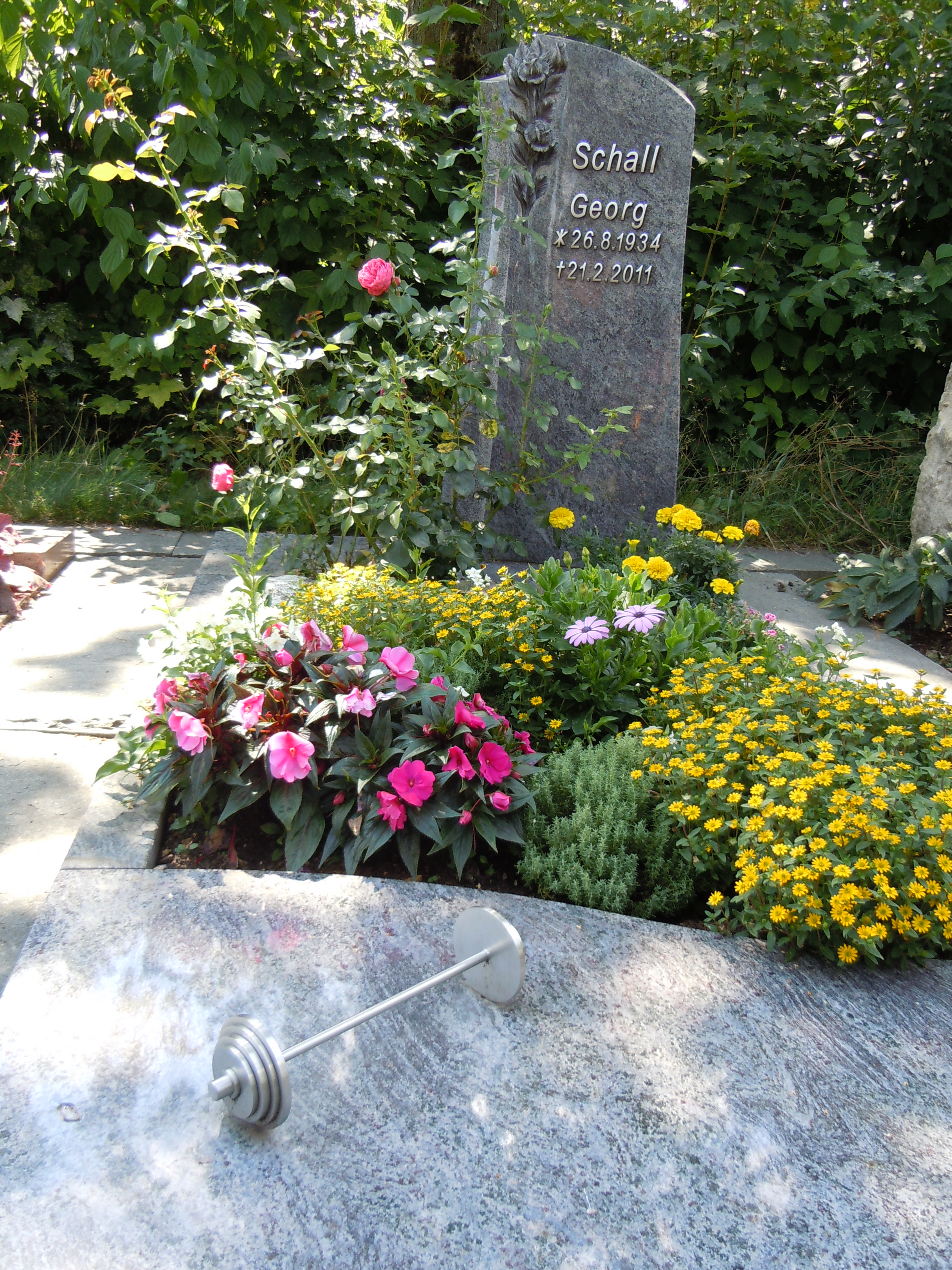
Grab auf dem Friedhof in Altenriet

Schall begann seine Karriere als Kunstturner. 1953 wechselte er ins Gewichtheberlager, wo er beim Verein TSV Georgii-Allianz Stuttgart sich in kurzer Zeit zu einem erfolgreichen Athleten entwickelte. So war er von 1961 bis 1967 als Bantam- und Federgewichtler Mitglied der Deutschen Gewichtheber-Nationalmannschaft und konnte in diesem Zeitraum einmal den 
2. und viermal den 3. Platz bei Deutschen Meisterschaften der Aktiven belegen. Seine größten Erfolge feierte er bei den Senioren im Masterbereich. Mit 9 Weltmeistertiteln, 12 Europameister- und 27 Deutschen Meistertiteln gehörte er zu den Topmasters der Welt. Diese Erfolge und sein langjähriges Wirken führten zu einer Reihe von hochrangigen Ehrungen, wie dem Bundesverdienstkreuz, der Aufnahme in die Gewichtheber-„Hall of Fame“ Europa 1998 und Welt 2002, sowie der Masterehrennadel in Gold 2010.
Schalls Heimatort war Altenriet, wo er bis zum Tod in einer Stuttgarter Klinik mit seiner Familie wohnte.

## Weblink
- Nürtinger Zeitung vom 24. Februar 2011 - Zum Tode von Georg Schall

| Personendaten    | Personendaten          |
| ---------------- | ---------------------- |
| NAME             | Schall, Georg          |
| KURZBESCHREIBUNG | deutscher Gewichtheber |
| GEBURTSDATUM     | 26. August 1934        |
| STERBEDATUM      | 21. Februar 2011       |
| STERBEORT        | Stuttgart              |